# Rafael Torres Correa
Ne doit pas être confondu avec Rafael Correa.
Rafael Torres Correa (né en 1962 à Cuba) est un peintre cubain.

## Biographie
Artiste plasticien né à Cuba en 1962 et formé à La Havane. Il présente ses premières expositions en France en 1997.
Entre 2001 et 2005, il rejoint l'atelier d'art contemporain La Pollia à Guadalajara, Mexique et collabore avec les artistes José Luís Malo, Rafael Sáenz, Eduardo Mejorada et Javier Malo. Il participe à des ateliers de gravure et de Washi Zoo Kei, avec les artistes Margarita Pointelin et Addis Soriano.
En septembre 2005, il installe son atelier en Espagne. Sa démarche artistique s’oriente alors vers une abstraction plus lyrique que conceptuelle. Son interprétation du paysage cherche à capter les flux continus entre la nature et son corps. En 2008, il présente un projet d'arts visuels dans le cadre de l'Exposition Internationale de Saragosse, en collaboration avec le photographe Bernard Plossu et le plasticien David Rodriguez Gimeno.
Entre 2009 et 2012, il poursuit ses recherches sur l'identité du paysage en Guyane française où il réalise plusieurs expositions avec le soutien des institutions de la Guyane et du CNES (Centre national d’études spatiales). En 2010, il développe, au musée Alexandre Franconie de Cayenne, un programme de sensibilisation à la préservation de l'environnement, à partir de la transformation plastique d'objets de récupération. En 2011, il collabore à une recherche sur la mémoire du paysage amazonien, avec le photographe José Hernandez-Claire.
Entre 2012 et 2016, il s'installe aux États-Unis, à Washington DC. Depuis 2014, il est représenté par la galeries Cross Mackenzie à Washington DC.
Quand Rafael Torres Correa quitte Cuba où il est né, il emporte avec lui son paysage. L'inquiétude des formes de la mémoire détermine alors sa démarche artistique, entre l'attente de ce qui vient et de ce qui s'en va, entre la célébration et l'effacement. Partout où il s'installe, l'artiste confronte ses images intérieures avec les lieux qui le reçoivent.
Il capture, les traces, les empreintes, les liens, les chemins, qui le ramènent à la lumière et à la transparence de la matière, comme une anticipation à l'oubli. L'artiste sculpte infiniment la marque de son identité mouvante, déterminé à agir. Avec les bleus de ses océans qui nous éloignent et nous rapprochent, avec les rouges de son élan vital qui réinventent une cosmogonie de l'harmonie, il nous submerge dans le silence de ses souvenirs dispersés.
Actuellement, il vit et travaille en France et au Mexique.

## Œuvres Primées
- 2008 : Duda de la Percepción, VIIème Édition du Prix de Peinture décerné par le Gouvernement d'Aragon, Espagne
- 2006 : Mare Nostrum, Vème Édition du Prix de Peinture décerné par le Gouvernement d'Aragon, Espagne

## Expositions individuelles

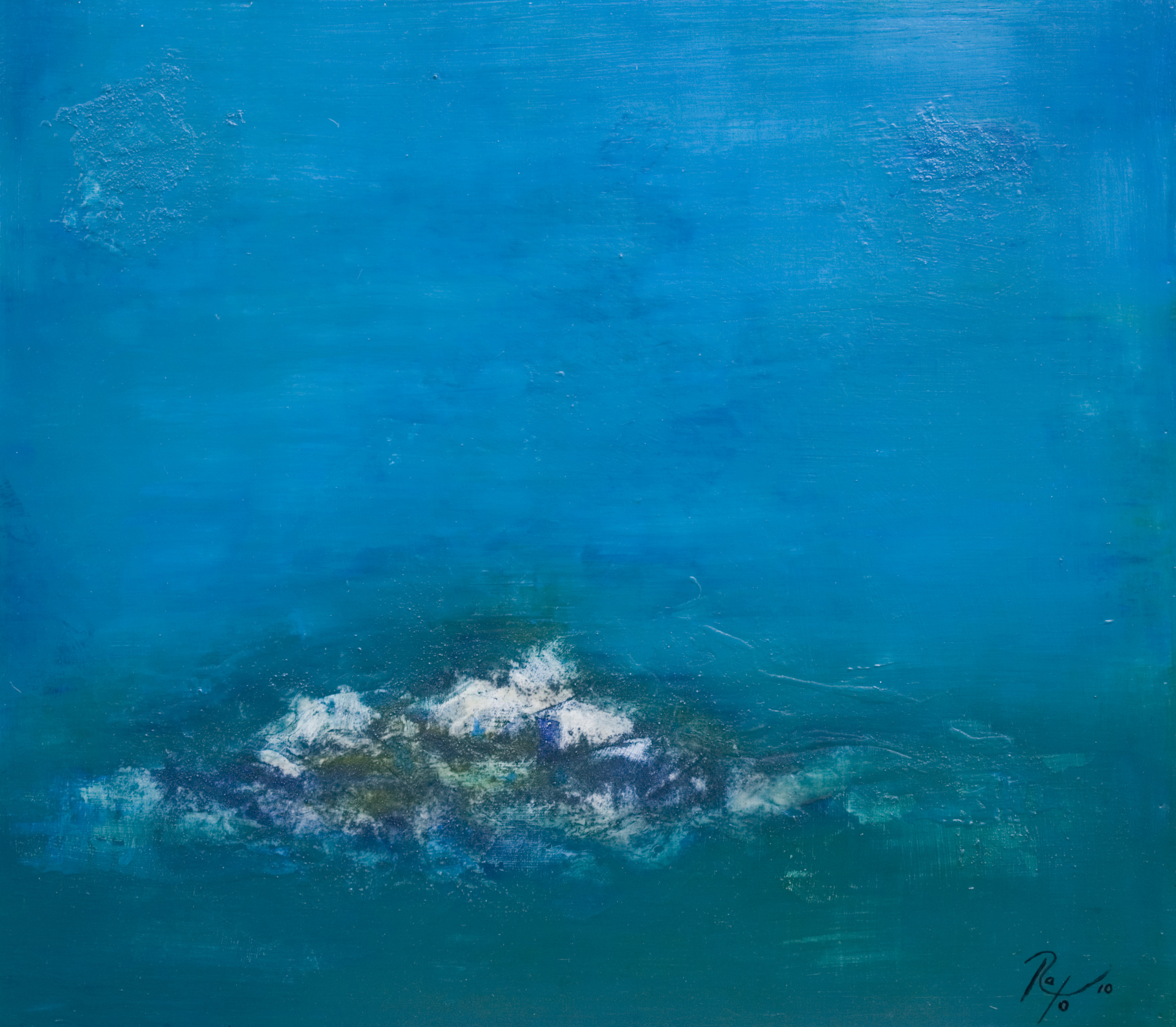
Ile de Forêt, "Inselberg", Galerie ENCRE Cayenne. Guyane Française

- 2023 Horizontes Recorridos, espace culturel Marsella Guadalajara México
- 2022 Lenguaje del Paisaje, espace culturel Matisse Saragosse Espagne
- 2019  Fragmentos de memoria,  galerie Alliance Francesa de Guadalajara
- 2018 Efímeros Vientos, galerie Adriana Valdes, Guadalajara, Mexico
- 2017 Paysages, espace Roche Bobois, Ajaccio, France
- 2016 Paysage Exposé, Paysage Figurant, galerie Cross MacKenzie, Washington DC, États-Unis
- 2015 Mixed media Painting, The Byrne galerie, Middleburg, Virginia, États-Unis
- 2015 Pour ne pas disparaître,  Ambassade de France, Washington DC
- 2014 A Dialogue with Landscape, galerie Cross MacKenzie, Washington DC, États-Unis
- 2012 Inselberg, galerie ENCRE Cayenne. Guyane Française
- 2011 Saison de Paysages, galerie CAIT de Saint-Laurent-du-Maroni. Guyane Française
- 2011 Mémoria del Paisaje, Castillo de Valderroble, Terruel, España
- 2011 Saison de Paysages, Espace Culturel de la Poudrière, Guyane Française
- 2010 Mémoire Amérique, Pôle Culturel de Kourou, Guyane Française
- 2009 Paisajes, Institut français de Saragosse , Espagne
- 2008 Horizontes Recorridos, Espace Culturel Piñol, Batea, Tarragona Espagne
- 2007 Historias de un Viaje, galerie Bordejé. Ainzón, Espagne
- 2006 Mare Nostrum, Institut français de Saragosse
- 2006 Vocación de Silencio, galerie Spectrum Sotos, Saragosse, Espagne
- 2005 Retrospective, Agrupación Artística Aragonesa, Saragosse, Espagne
- 2004 Cartografía en pergamino, galerie Adriana Valdez
- 2003 Insularidad, La Polilla, Guadalajara, Mexique
- 2002 Sueño de Cenote, Alliance Française de Guadalajara, Mexique
- 2002 Paisaje Norteño, galerie Durango, Mexique

## Expositions collectives
- 2009 Musée Camón Aznar, Prix de Peinture du Gouvernement d'Aragon, VII édition.  Saragosse, Espagne
- 2009 Foire internationale d'art contemporain, Puro Arte, Vigo, Espagne 2009
- 2009 Musée de Art moderne de Huesca.  “Premio  de Pintura  du Gouvernement d'Aragon, VII  édition.  Huesca, Espagne
- 2008 Art et changement climatique, galeríe Bayeu, Gobierno en Aragón, Espagne
- 2008 Musée de Alcañiz, Prix de Peinture du Gouvernement d'Aragon, VII édition, Alcañiz, Espagne
- 2008 A lo largo del Nilo - río -  Mare Nostrum, avec Bernard Plossu et David Rodríguez Gimeno, Galería Finestra Estudio, Exposición International Saragosse 2008 Espagne
- 2008  VIII eedición  édition petit format, galerie Finestra Estudio. Saragosse, Espagne
- 2007  Jukebox  Art,  galerie Finestra Estudio.Saragosse, Espagne
- 2007 Musée de Alcañiz, Prix de Peinture du Gouvernement d'Aragon, V édition, Saragosse, Alcañiz, Espagne
- 2007 El cobijo, la segunda piel, galerie El sol sale para todos, Saragosse, Espagne
- 2007 Musée de Arte Moderno de Huesca,  Prix de Peinture du Gouvernement d'Aragon, V édition. Huesca, Espagne
- 2006 Musée Camón Aznar  Prix de Peinture du Gouvernement d'Aragon, V édition, Saragosse, Espagne
- 2006  VII édition  édition petit format, Fondation Juan Bonal, galerie Finestra Estudio, Saragosse, Espagne
- 2006  Oaxaca y Guadalajara, galerie Adriana Valdés, Guadalajara, Mexique
- 2006  Vértices, Agrupación Artística Aragonesa, Saragosse, Espagne
- 2006  Paysages Instituto Francés de Saragosse, Espagne
- 2005  Festival de las Artes, Expo Guadalajara, Mexique
- 2005  Galerie Milz and Martinez, Nouveau Mexique, États-Unis d´Amérique
- 2005  Espace Chai, Guadalajara, Mexique
- 2004  Galerie Alliance française de Guadalajara, Mexique
- 2004  Festival de las Artes, Expo Guadalajara, Mexique
- 2003  Pueblo Viejo, Museo de Tequila Jalisco, Mexique
- 2001  Galerie La Polilla, Guadalajara, Mexique

## Publications
- 2013 - Mémoire Amérique, Catalogue
- 2009 - Mare Nostrum- Catalogue, Musée Camon Aznar
- 2008 - A lo Largo del Nil-Rio- Catalogue
- 2006 - Mémoire del Paisaje Catalogue
- 2005 - Illustration du livre de poésies Mujer América  Anthony Phelps, Mantis Editores, Mexico